# イニャンバネ州
イニャンバネ州（Inhambane província）は、モザンビーク南東部にある州である。面積は68,615km2で、人口は1,326,848人（2002年）。州都はイニャンバネ市（Inhambane cidade）。

## 地理
イニャンバネ州は平坦で、内陸部は乾燥している。北にサヴェ川を挟みマニカ州、ソファラ州と接し、西のガザ州との境をチャンガネ川が流れる。沿岸はインド洋に面し、温暖である。

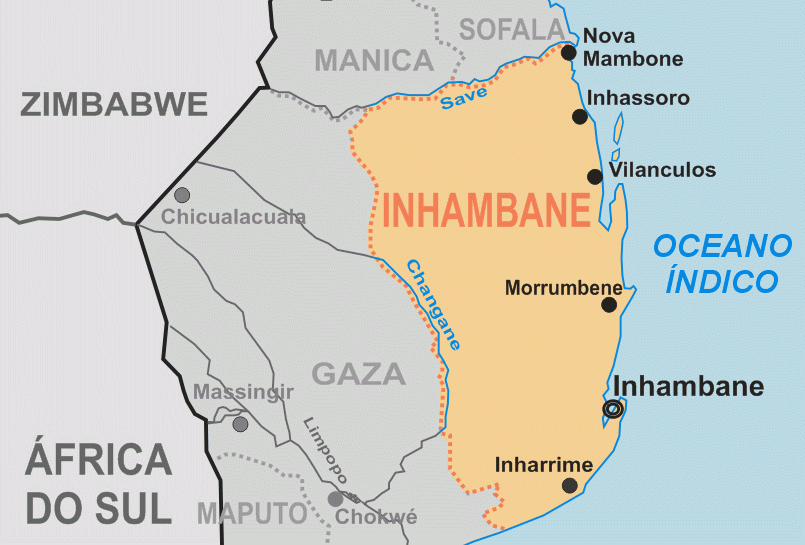
イニャンバネ州の地図

## 下位行政区画
- フニャロウロ郡（英語版）
- ゴヴロ郡（英語版）
- ホモイネ郡（英語版）
- ジャンガモ郡（英語版）
- イニャリメ郡（英語版）
- イニャソロ郡（英語版）
- マボテ郡（英語版）
- マシンガ郡（英語版）
- モランベン郡（英語版）
- パンダ郡（英語版）
- ビランクーロ郡（英語版）
- ザバラ郡（英語版）